# Општина Амбелокипи-Менемени
Општина Амбелокипи-Менемени (грч. Δήμος Αμπελόκηποι-Μενεμένη) је општина у Грчкој. По подацима из 2011. године број становника у општини је био 50.143. Седиште општине је насеље Амбелокипи. Обухвата два солунска насеља: Амбелокипи и Менемени.

## Становништво
| 2011.  | 2021.  |
| ------ | ------ |
| 52.127 | 50.143 |